# Doba (Satu Mare)
Doba é uma comuna romena localizada no distrito de Satu Mare, na região histórica da Transilvânia. A comuna possui uma área de 60.20 km² e sua população era de 2773 habitantes segundo o censo de 2007.